# Juba (rijeka)
Juba ili Ghenale (som. Jubba) rijeka je na jugoistoku Etiopije i jugu Somalije.
Rijeka nastaje na somalsko-etiopskoj granici kod grada Dolo spajanjem rijeka Dava i Ganale Doria, nakon toga rijeka pod novim imenom Juba teče relativno pravilno (praveći velike meandre) na jug gdje se kod grada Kismajo ulijeva u Indijski ocean (kod Gubvejna).
Čitav kraj uz korito rijeke Jube u Somaliji zove se pokrajina Džuba. To je područje prvenstveno savana, ali i najbogatiji dio Somalije zbog svoje plodne zemlje.
Pored riijeke žive i brojne divlje životinje: žirafe, gepardi, lavovi, leopardi, hijene, bivoli, nilski konji, krokodili, Oriks antilope, gazele, deve, nojevi, čagljevi i somalski divlji magarci.
Po rijeci Jubi zovu se somalske upravne regije Srednja i Donja Juba, a tako je nazvana i povijesna pokrajina Jubbaland. Veći su gradovi uz rijeku Džubu: Dolov, Lugh, Burdubo, Beledžavo, Bardera i Sakov.

## Povijest istraživanja rijeke
Prvi Europljanin koji je izvijestio o postojanju rijeke Džube bio je isusovac Jerónimo Lobo koji je 1624. pokušao istražiti tok rijeke od uvira do Etiopije. On je od tog poduhvata odustao kad je saznao od lokalnih vodiča da bi trebao proći preko devet različitih teritorija koje nastanjuje isto toliko naroda koji su u stalnim međusobnim ratovima. Budući da se pokazalo da bi to bila jako rizična misija, odustao je od toga i vratio se u tadašnju Portugalsku Indiju.
Nakon tog prvog pokušaja da se istraži tok Džube, prošlo je više od dva stoljeća do novog pokušaja. Na taj pothvat odvažio se barun Karl Klaus von der Decken koji je malim parobrodom Welf 1863. pokušao doploviti do izvora. Njegov parobrod razbio se kod brzaca iznad grada Bardhere, a baruna i njegovu posadu napali su lokalni stanovnici, pritom je poginuo barun i njegova tri člana posade.
Sljedeći istraživač koji se osmjelio na taj podhvat bio je britanski mornarički časnik Dundas koji je uspio otploviti uz Džubu oko 650 km uzvodno 1891. godine.

## Poplave
Porječje Džube područje je s najviše oborina u cijeloj Somaliji, oborine su osobito obilne za sezone kiša (od kraja ožujka do svibnja). Velike katastrofalne poplave s ljudskim žrtvama zbile su se 1960. i 1997. godine.

## Vanjske poveznice
|  | Zajednički poslužitelj ima još gradiva o temi Juba (rijeka) |

- Zemljovid porječja Džube s portala Water Resources eAtlas